# Lijst van beschermd onroerend erfgoed in Sint-Joost-ten-Node
Een overzicht van het beschermde onroerend erfgoed in Sint-Joost-ten-Node. Het beschermd onroerend erfgoed maakt onderdeel uit van het cultureel erfgoed in België.
| Object                                             | Datum beschermd? | Bouwjaar/architect                       | Stijl                         | Typologie          | Adres                                                          | Coördinaten | Id-nummer?  | Afbeelding                                         |
| -------------------------------------------------- | ---------------- | ---------------------------------------- | ----------------------------- | ------------------ | -------------------------------------------------------------- | ----------- | ----------- | -------------------------------------------------- |
| Eigen huis van de architect Jean-Pierre Cluysenaar | 11/09/1992       | 1841-1846 Jean-Pierre CLUYSENAAR         | Neoclassicistisch             | Voornaam herenhuis | KUNSTLAAN 10 - 11                                              |             | 2273-0011/0 | Eigen huis van de architect Jean-Pierre Cluysenaar |
| Huis Charlier                                      | 15/07/1993       | 1844                                     | Neoclassicistisch             | Voornaam herenhuis | KUNSTLAAN 16                                                   |             | 2273-0010/0 | Huis Charlier                                      |
| Gemeentehuis van Sint-Joost-ten-Node               | 22/10/1992       | 1910-1911 Léon GOVAERTS                  | Beaux-Arts                    | Gemeentehuis       | STERRENKUNDELAAN 13                                            |             | 2273-0019/0 | Gemeentehuis van Sint-Joost-ten-Node               |
| Huis Vaxelaire                                     | 26/04/1989       | 1916 L. SAUVAGE                          | Beaux-Arts                    | Voornaam herenhuis | STERRENKUNDELAAN 9 - 10                                        |             | 2273-0009/0 |                                                    |
| Atelier van de schilder Herman Courtens            | 16/06/2005       | 1922 Antoine COURTENS                    | Eclecticisme                  | Kunstenaarsatelier | BRAEMTSTRAAT 97 - 99                                           |             | 2273-0026/1 |                                                    |
| Atelier van de schilder Herman Courtens            |                  | 1922 Antoine COURTENS                    | Eclecticisme                  | Kunstenaarsatelier | BRAEMTSTRAAT 97 - 99                                           |             | 2273-0026/0 |                                                    |
| Steeneik (Quercus ilex)                            |                  |                                          |                               | Opmerkelijke boom  | UURPLAATSTRAAT 28                                              |             | 2273-0034/0 |                                                    |
| Sint-Julianakapel                                  | 30/03/1989       | 1884-1886 Joris HELLEPUTTE, J.-P. MARTIN | Neogotisch, Neoclassicistisch | Kapel              | LIEFDADIGHEIDSSTRAAT 41                                        |             | 2273-0008/0 | Sint-Julianakapel                                  |
| Voormalige établissements Mommen                   | 24/09/1992       | 1874-1910 Ernest HENDRICKX               | Eclecticisme                  | Kunstenaarsatelier | LIEFDADIGHEIDSSTRAAT 37                                        |             | 2273-0012/0 | Voormalige établissements Mommen                   |
| Gewone esdoorn (Acer pseudoplatanus)               |                  |                                          |                               | Opmerkelijke boom  | WIJNHEUVELENSTRAAT 20                                          |             | 2273-0035/0 |                                                    |
| Eigen huis van de architect Léon Govaerts          | 29/06/2000       | 1899 Léon GOVAERTS                       | Art nouveau                   | Huis               | DE LIEDEKERKESTRAAT 112                                        |             | 2273-0030/0 |                                                    |
| Parochiekerk Sint-Joost                            | 04/06/2009       | 1865 Jules-Jacques VAN YSENDYCK          | Neobarok                      | Kerk               | LEUVENSE STEENWEG 99 , SINT-JOOSTPLEIN 0 , SINT-JOOSTSTRAAT 62 |             | 2273-0028/0 | Parochiekerk Sint-Joost                            |
| Voormalige cinema Marignan                         |                  | 1957-1958 A. MEULEMAN, G. ROUSSEAU       | Hedendaags                    | Bioskoop           | LEUVENSE STEENWEG 33                                           |             | 2273-0014/0 | Voormalige cinema Marignan                         |
| Voormalige cinema Mirano                           |                  | 1942 R. AJOUX                            | Modernisme                    | Bioskoop           | LEUVENSE STEENWEG 38                                           |             | 2273-0013/0 | Voormalige cinema Mirano                           |
| Voormalig station van Sint-Joost-ten-Node          | 26/09/1996       | 1885 V. MAILLET, H. JONIAUX              | Neo-Vlaamse renaissance       | Station            | LEUVENSE STEENWEG 195                                          |             | 2273-0024/0 | Voormalig station van Sint-Joost-ten-Node          |
| Plataan (Platanus x hispanica)                     |                  |                                          |                               | Opmerkelijke boom  | POSTSTRAAT 51                                                  |             | 2273-0038/0 |                                                    |
| Eigen huis van de architect Michel Mayeres         | 12/03/1998       | 1904 Michel MAYERES                      | Art nouveau                   | Huis               | WARMOESSTRAAT 150                                              |             | 2273-0029/0 | Eigen huis van de architect Michel Mayeres         |
| Zwarte moerbei (Morus nigra)                       |                  | 1905                                     |                               | Opmerkelijke boom  | WARMOESSTRAAT 117                                              |             | 2273-0036/0 |                                                    |
| Kruidtuin                                          | 15/05/1964       |                                          |                               | Park               | GINESTESTRAAT 0 , KONINGSSTRAAT 236 , KONINGSSTRAAT 0 ,        |             | 2273-0001/0 | Kruidtuin                                          |
| Neoclassicistisch huis                             | 08/08/1988       | 1827-1830                                | Neoclassicistisch             | Huis               | KONINGSSTRAAT 241                                              |             | 2273-0005/0 |                                                    |
| Voormalig huis Cohn-Donnay                         | 08/08/1988       | 1841                                     | Neoclassicistisch             | Herenhuis          | KONINGSSTRAAT 316                                              |             | 2273-0007/0 |                                                    |
| Voormalig kantoorgebouw RVS                        | 08/08/1988       | 1936 Jos DUYNSTEE                        | Art deco, Functionalisme      | Kantoorgebouw      | KONINGSSTRAAT 284                                              |             | 2273-0006/0 | Voormalig kantoorgebouw RVS                        |
| Baden van Sint-Joost-ten-Node                      | 04/06/2009       | 1933 Jos BYTEBIER, SCHAESSENS            | Art deco                      | Zwembad            | SINT-FRANCISCUSSTRAAT 23 - 27                                  |             | 2273-0043/0 |                                                    |
| Armand Steurssquare                                | 17/06/1993       |                                          |                               | Plantsoen          | ARMAND STEURSSQUARE 0                                          |             | 2273-0021/0 | Armand Steurssquare                                |
| Geheel van eclectische huizen                      | 04/03/1999       | 1902-1904                                | Eclecticisme                  | Eclectisch geheel  | ARMAND STEURSSQUARE 8 - 19, MOLENSTRAAT 214                    |             | 2273-0022/0 |                                                    |
| Art-nouveauhuis                                    | 14/04/1994       | 1903 Léon SNEYERS                        | Art nouveau                   | Huis               | KLEINE DALSTRAAT 22                                            |             | 2273-0015/0 |                                                    |
| Art-nouveauhuis                                    | 14/04/1994       | 1903 Léon SNEYERS                        | Art nouveau                   | Huis               | KLEINE DALSTRAAT 24                                            |             | 2273-0016/0 | Art-nouveauhuis                                    |
| Art-nouveauhuis                                    | 14/04/1994       | 1903 Léon SNEYERS                        | Art nouveau                   | Huis               | KLEINE DALSTRAAT 26                                            |             | 2273-0017/0 | Art-nouveauhuis                                    |
| Art-nouveauhuis                                    | 14/04/1994       | 1903 Léon SNEYERS                        | Art nouveau                   | Huis               | KLEINE DALSTRAAT 28                                            |             | 2273-0018/0 | Art-nouveauhuis                                    |